# Aleksander (Winogradow)
Aleksander, imię świeckie Siergiej Aleksandrowicz Winogradow (ur. 1882, zm. 19 listopada 1951 w Moskwie) – rosyjski biskup prawosławny.

## Życiorys
W 1907 ukończył Moskiewską Akademię Duchowną. Następnie został wyświęcony na kapłana. Służył w cerkwi na Cmentarzu Kalitnikowskim w Moskwie.
23 stycznia 1947 złożył wieczyste śluby mnisze, następnego dnia otrzymał godność archimandryty.
26 stycznia 1947 został wyświęcony na biskupa żytomierskiego. W charakterze konsekratorów wystąpili patriarcha moskiewski i całej Rusi Aleksy, metropolita kruticki i kołomieński Mikołaj, arcybiskup praski i czeski, egzarcha Czechosłowacji Eleuteriusz, arcybiskup riazański i kasimowski Hieronim i biskupa iwanowskiego i szujskiego Cyryla.
W 1949 odszedł z urzędu z powodu choroby, dwa lata później zmarł.